# Buddah Bless

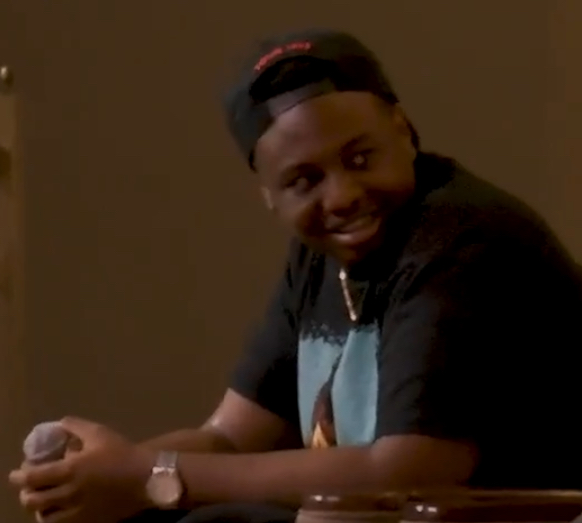
Buddah Bless, 2019

Tyron Buddah Douglas Sr. (8 februari 1992, Long Island), professioneel bekend als Buddah Bless, is een Amerikaans producer, songwriter en voormalig rapper. Hij heeft vele hitsingles geproduceerd, zoals "Big Amount" van 2 Chainz met Drake, "Make No Sense" van YoungBoy Never Broke Again, "Out West" van JackBoys, Travis Scott en Young Thug, "Coffin" van Lil Yachty en "Heat" van Chris Brown met Gunna.

## Jeugd
Douglas werd geboren in Long Island, New York, op 8 februari 1992. Hij groeide op in Atlanta, Georgia. Hij is 1 van de 5 kinderen (zijn broers en zussen zijn: Tracy Douglas, Kelley Douglas, Tychaune Douglas en Kiana Randolph). Zijn moeder, Cheryl Dessaure, was een verpleegster en zijn vader, Albie Douglas, was fotograaf en grafisch ontwerper. Douglas begon zijn muziekleven in de kerk. Hij speelde piano samen met zijn broer, die drums speelde. Op een Thanksgiving zag hij zijn oom beats maken. Met de combinatie van deze dingen begon zijn muziekcarrière.